# ماري جين كين
ماري جين كين (بالإنجليزية: Mary Jane Cain)‏ هي ناشطة حقوق الإنسان أسترالية، ولدت في 18 فبراير 1844، وتوفيت في 29 يوليو 1929.